# Tony Award/Bestes Lichtdesign (Theaterstück oder Musical)
Der Tony Award for Best Lighting Design (deutsch: Tony Award für das beste Lichtdesign) ist ein US-amerikanischer Theater- und Musicalpreis, der von 1970 bis 2004 verliehen wurde.

## Geschichte und Hintergrund
Die Tony Awards werden seit 1947 jährlich in zahlreichen Kategorien von circa 700 Juroren vergeben, die sich aus der Unterhaltungsbranche und Presse der Vereinigten Staaten rekrutieren. Eine dieser Kategorien ist der Tony Award for Best Lighting Design, der von 1970 bis 2004 vergeben wurde. Ab dem Jahr 2005 werden für Theaterstücke (Tony Award for Best Lighting Design in a Play) und Musicals (Tony Award for Best Lighting Design in a Musical) getrennte Auszeichnungen vergeben. 

## Gewinner und Nominierte
Die Übersicht der Gewinner und Nominierten listet pro Jahr die nominierten Lichtdesigner und die jeweiligen Theaterstücke bzw. Musicals. Der Gewinner eines Jahres ist grau unterlegt angezeigt.  

### 1970–1979
| Jahr                | Lichtdesigner                                  | Theaterstück bzw. Musical | Deutscher Titel |
| ------------------- | ---------------------------------------------- | ------------------------- | --------------- |
| 1970                |                                                |                           |                 |
| Jo Mielziner        | Child's Play                                   |                           |                 |
| Tharon Musser       | Applause                                       |                           |                 |
| Thomas R. Skelton   | Indians                                        |                           |                 |
| 1971                |                                                |                           |                 |
| R.H. Poindexter     | Paul Sill's Story Theatre                      |                           |                 |
| Robert Ornbo        | Company                                        |                           |                 |
| William Ritman      | Sleuth                                         |                           |                 |
| 1972                |                                                |                           |                 |
| Tharon Musser       | Follies                                        |                           |                 |
| Martin Aronstein    | Ain't Supposed To Die a Natural Death          |                           |                 |
| John Bury           | Old Times                                      |                           |                 |
| Jules Fisher        | Jesus Christ Superstar                         | Jesus Christ Superstar    |                 |
| 1973                |                                                |                           |                 |
| Jules Fisher        | Pippin                                         |                           |                 |
| Martin Aronstein    | Much Ado About Nothing                         | Viel Lärm um nichts       |                 |
| Ian Calderon        | That Championship Season                       |                           |                 |
| Tharon Musser       | A Little Night Music                           |                           |                 |
| 1974                |                                                |                           |                 |
| Jules Fisher        | Ulysses in Nighttown                           |                           |                 |
| Martin Aronstein    | Boom Boom Room                                 |                           |                 |
| Ken Billington      | The Visit                                      | Der Besuch der alten Dame |                 |
| Ben Edwards         | A Moon for the Misbegotten                     |                           |                 |
| Tharon Musser       | The Good Doctor                                |                           |                 |
| 1975                |                                                |                           |                 |
| Neil Peter Jampolis | Sherlock Holmes                                |                           |                 |
| Abe Feder           | Goodtime Charley                               |                           |                 |
| Chip Monk           | The Rocky Horror Show                          | The Rocky Horror Show     |                 |
| Andy Phillips       | Equus                                          | Equus                     |                 |
| Thomas R. Skelton   | All God's Chillun Got Wings                    |                           |                 |
| James Tilton        | Seascape                                       |                           |                 |
| 1976                |                                                |                           |                 |
| Tharon Musser       | A Chorus Line                                  | A Chorus Line             |                 |
| Ian Calderon        | Trelawny of the Wells                          |                           |                 |
| Jules Fisher        | Chicago                                        | Chicago                   |                 |
| Tharon Musser       | Pacific Overtures                              |                           |                 |
| 1977                |                                                |                           |                 |
| Jennifer Tipton     | The Cherry Orchard                             | Der Kirschgarten          |                 |
| John Bury           | No Man's Land                                  |                           |                 |
| Pat Collins         | Threepenny Opera                               | Die Dreigroschenoper      |                 |
| Neil Peter Jampolis | The Innocents                                  |                           |                 |
| 1978                |                                                |                           |                 |
| Jules Fisher        | Dancin‘                                        |                           |                 |
| Ken Billington      | Working                                        |                           |                 |
| Jules Fisher        | Beatlemania                                    |                           |                 |
| Tharon Musser       | The Act                                        |                           |                 |
| 1979                |                                                |                           |                 |
| Roger Morgan        | The Crucifer of Blood                          |                           |                 |
| Ken Billington      | Sweeney Todd: The Demon Barber of Fleet Street | Sweeney Todd              |                 |
| Beverly Emmons      | The Elephant Man                               |                           |                 |
| Tharon Musser       | Ballroom                                       |                           |                 |

### 1980–1989
| Jahr                                 | Lichtdesigner                                | Theaterstück bzw. Musical      | Deutscher Titel |
| ------------------------------------ | -------------------------------------------- | ------------------------------ | --------------- |
| 1980                                 |                                              |                                |                 |
| David Hersey                         | Evita                                        | Evita                          |                 |
| Beverly Emmons                       | A Day in Hollywood/A Night in the Ukraine    |                                |                 |
| Craig Miller                         | Barnum                                       |                                |                 |
| Dennis Parichy                       | Talley's Folly                               |                                |                 |
| 1981                                 |                                              |                                |                 |
| John Bury                            | Amadeus                                      | Amadeus                        |                 |
| Tharon Musser                        | 42nd Street                                  | 42nd Street                    |                 |
| Dennis Parichy                       | Fifth of July                                |                                |                 |
| Jennifer Tipton                      | Sophisticated Ladies                         |                                |                 |
| 1982                                 |                                              |                                |                 |
| Tharon Musser                        | Dreamgirls                                   |                                |                 |
| Martin Aronstein                     | Medea                                        | Medea                          |                 |
| David Hersey                         | The Life and Adventures of Nicholas Nickleby |                                |                 |
| Marcia Madeira                       | Nine                                         |                                |                 |
| 1983                                 |                                              |                                |                 |
| David Hersey                         | Cats                                         | Cats                           |                 |
| Ken Billington                       | Foxfire                                      |                                |                 |
| Robert Bryan                         | All's Well That Ends Well                    | Ende gut, alles gut            |                 |
| Allen Lee Hughes                     | K2                                           | K2 – Das letzte Abenteuer      |                 |
| 1984                                 |                                              |                                |                 |
| Richard Nelson                       | Sunday in the Park with George               | Sunday in the Park with George |                 |
| Ken Billington                       | End of the World                             |                                |                 |
| Jules Fisher                         | La Cage aux Folles                           | La Cage aux Folles             |                 |
| Marc B. Weiss                        | A Moon for the Misbegotten                   |                                |                 |
| 1985                                 |                                              |                                |                 |
| Richard Riddell                      | Big River                                    |                                |                 |
| Terry Hands                          | Cyrano de Bergerac                           |                                |                 |
| Terry Hands                          | Much Ado About Nothing                       | Viel Lärm um nichts            |                 |
| Allen Lee Hughes                     | Strange Interlude                            |                                |                 |
| 1986                                 |                                              |                                |                 |
| Pat Collins                          | I'm Not Rappaport                            |                                |                 |
| Jules Fisher                         | Song and Dance                               | Song and Dance                 |                 |
| Paul Gallo                           | The House of Blue Leaves                     |                                |                 |
| Thomas R. Skelton                    | The Iceman Cometh                            |                                |                 |
| 1987                                 |                                              |                                |                 |
| David Hersey                         | Les Misérables                               | Les Misérables                 |                 |
| Martin Aronstein                     | Wild Honey                                   |                                |                 |
| Beverly Emmons und Chris Parry       | Les Liaisons Dangereuses                     |                                |                 |
| David Hersey                         | Starlight Express                            | Starlight Express              |                 |
| 1988                                 |                                              |                                |                 |
| Andrew Bridge                        | The Phantom of the Opera                     | Das Phantom der Oper           |                 |
| Paul Gallo                           | Anything Goes                                | Anything Goes                  |                 |
| Richard Nelson                       | Into the Woods                               | Into the Woods                 |                 |
| Andy Phillips                        | M. Butterfly                                 |                                |                 |
| 1989                                 |                                              |                                |                 |
| Jennifer Tipton                      | Jerome Robbins' Broadway                     |                                |                 |
| Neil Peter Jampolis und Jane Reisman | Black and Blue                               |                                |                 |
| Brian Nason                          | Metamorphoses                                |                                |                 |
| Nancy Schertler                      | Largely New York                             |                                |                 |

### 1990–1999
| Jahr                                 | Lichtdesigner                            | Theaterstück bzw. Musical | Deutscher Titel |
| ------------------------------------ | ---------------------------------------- | ------------------------- | --------------- |
| 1990                                 |                                          |                           |                 |
| Jules Fisher                         | Grand Hotel                              | Grand Hotel               |                 |
| Paul Gallo                           | City of Angels                           |                           |                 |
| Neil Peter Jampolis und Paul Pyant   | Orpheus Descending                       |                           |                 |
| Kevin Rigdon                         | The Grapes of Wrath                      |                           |                 |
| 1991                                 |                                          |                           |                 |
| Jules Fisher                         | The Will Rogers Follies                  |                           |                 |
| David Hersey                         | Miss Saigon                              | Miss Saigon               |                 |
| Allen Lee Hughes                     | Once on This Island                      |                           |                 |
| Jennifer Tipton                      | La Bête                                  |                           |                 |
| 1992                                 |                                          |                           |                 |
| Jules Fisher                         | Jelly's Last Jam                         |                           |                 |
| Paul Gallo                           | Crazy for You                            |                           |                 |
| Paul Gallo                           | Guys and Dolls                           | Guys and Dolls            |                 |
| Richard Pilbrow                      | Four Baboons Adoring the Sun             |                           |                 |
| 1993                                 |                                          |                           |                 |
| Chris Parry                          | The Who's Tommy                          |                           |                 |
| Howell Binkley                       | Kiss of the Spider Woman                 | Kuss der Spinnenfrau      |                 |
| Jules Fisher                         | Angels in America: Millennium Approaches |                           |                 |
| Dennis Parichy                       | Redwood Curtain                          |                           |                 |
| 1994                                 |                                          |                           |                 |
| Rick Fisher                          | An Inspector Calls                       | Ein Inspektor kommt       |                 |
| Beverly Emmons                       | Passion                                  |                           |                 |
| Jules Fisher                         | Angels in America: Perestroika           |                           |                 |
| Natasha Katz                         | Beauty and the Beast                     | Die Schöne und das Biest  |                 |
| 1995                                 |                                          |                           |                 |
| Andrew Bridge                        | Sunset Boulevard                         | Sunset Boulevard          |                 |
| Beverly Emmons                       | The Heiress                              |                           |                 |
| Mark Henderson                       | Indiscretions                            |                           |                 |
| Paul Pyant                           | Arcadia                                  | Arkadien                  |                 |
| 1996                                 |                                          |                           |                 |
| Peggy Eisenhauer und Jules Fisher    | Bring in 'da Noise/Bring in 'da Funk     |                           |                 |
| Christopher Akerlind                 | Seven Guitars                            |                           |                 |
| Blake Burba                          | Rent                                     | Rent                      |                 |
| Nigel Levings                        | The King and I                           | Der König und ich         |                 |
| 1997                                 |                                          |                           |                 |
| Ken Billington                       | Chicago                                  | Chicago                   |                 |
| Beverly Emmons                       | Jekyll & Hyde                            | Jekyll & Hyde             |                 |
| Donald Holder                        | Juan Darién                              |                           |                 |
| Richard Pilbrow                      | The Life                                 |                           |                 |
| 1998                                 |                                          |                           |                 |
| Donald Holder                        | The Lion King                            | Der König der Löwen       |                 |
| Paul Anderson                        | The Chairs                               | Die Stühle                |                 |
| Mike Baldassari und Peggy Eisenhauer | Cabaret                                  | Cabaret                   |                 |
| Peggy Eisenhauer und Jules Fisher    | Ragtime                                  | Ragtime                   |                 |
| 1999                                 |                                          |                           |                 |
| Andrew Bridge                        | Fosse                                    |                           |                 |
| Mark Henderson                       | The Iceman Cometh                        |                           |                 |
| Natasha Katz                         | Twelfth Night                            | Was ihr wollt             |                 |
| Chris Parry                          | Not About Nightingales                   |                           |                 |

### 2000–2004
| Jahr                              | Lichtdesigner                | Theaterstück bzw. Musical       | Deutscher Titel |
| --------------------------------- | ---------------------------- | ------------------------------- | --------------- |
| 2000                              |                              |                                 |                 |
| Natasha Katz                      | Aida                         | Aida                            |                 |
| Peggy Eisenhauer und Jules Fisher | Marie Christine              |                                 |                 |
| Peggy Eisenhauer und Jules Fisher | The Wild Party               |                                 |                 |
| Peter Kaczorowski                 | Kiss Me, Kate                | Kiss Me, Kate                   |                 |
| 2001                              |                              |                                 |                 |
| Peter Kaczorowski                 | The Producers                | The Producers                   |                 |
| Peggy Eisenhauer und Jules Fisher | Jane Eyre                    |                                 |                 |
| Paul Gallo                        | 42nd Street                  | 42nd Street                     |                 |
| Kenneth Posner                    | The Adventures of Tom Sawyer |                                 |                 |
| 2002                              |                              |                                 |                 |
| Brian MacDevitt                   | Into the Woods               | Ab in den Wald                  |                 |
| David Hersey                      | Oklahoma!                    | Oklahoma!                       |                 |
| Natasha Katz                      | Sweet Smell of Success       |                                 |                 |
| Paul Gallo                        | The Crucible                 | Hexenjagd                       |                 |
| 2003                              |                              |                                 |                 |
| Nigel Levings                     | La bohème                    |                                 |                 |
| Donald Holder                     | Movin' Out                   |                                 |                 |
| Brian MacDevitt                   | Nine                         |                                 |                 |
| Kenneth Posner                    | Hairspray                    | Hairspray                       |                 |
| 2004                              |                              |                                 |                 |
| Peggy Eisenhauer und Jules Fisher | Assassins                    |                                 |                 |
| Brian MacDevitt                   | Fiddler on the Roof          | Anatevka                        |                 |
| Brian MacDevitt                   | Henry IV, Part 1 and Part 2  | Heinrich IV., Teil 1 und Teil 2 |                 |
| Kenneth Posner                    | Wicked                       | Wicked – Die Hexen von Oz       |                 |

## Statistiken

### Mehrfache Gewinner
- 9 Gewinne: Jules Fisher
- 6 Gewinne: Natasha Katz
- 5 Gewinne: Brian MacDevitt
- 4 Gewinne: Kevin Adams
- 3 Gewinne: Neil Austin, Andrew Bridge, Peggy Eisenhauer und David Hersey
- 2 Gewinne: Christopher Akerlind, Paule Constable, Pat Collins, Donald Holder, Tharon Musser, Kenneth Posner, Jennifer Tipton, Howell Binkley und Bradley King

### Mehrfache Nominierungen
- 24 Nominierungen: Jules Fisher
- 13 Nominierungen: Donald Holder
- 12 Nominierungen: Brian MacDevitt
- 11 Nominierungen: Kenneth Posner
- 9 Nominierungen: Ken Billington, Howell Binkley, Peggy Eisenhauer und Tharon Musser
- 8 Nominierungen: Kevin Adams und Natasha Katz
- 7 Nominierungen: David Hersey
- 6 Nominierungen: Paule Constable
- 5 Nominierungen: Christopher Akerlind, Martin Aronstein, Peter Kaczorowski und Jennifer Tipton
- 4 Nominierungen: Neil Austin, Neil Peter Jampolis und Hugh Vanstone
- 3 Nominierungen: Andrew Bridge, Pat Collins, Mark Henderson, Thomas R. Skelton, Ben Stanton und Jan Versweyveld
- 2 Nominierungen: John Bury, Ian Calderon, Jane Cox, Howard Harrison, Bradley King, Peter Mumford, Richard Nelson und Justin Townsend